# Feinunze

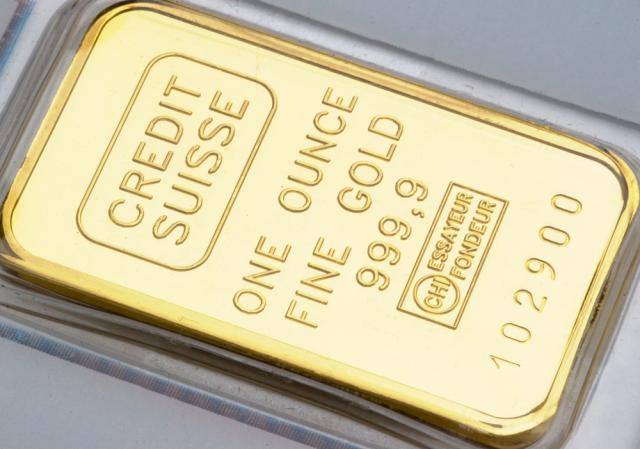
Eine Feinunze Gold in Barrenform

Die Feinunze ist eine Maßeinheit für Edelmetalle. Ihre Masse entspricht der Apotheker-Unze (1 oz.tr. = 31,1034768 g, 1 kg ≈ 32,15075 oz.tr.), bezieht sich aber nur auf den Edelmetallanteil. Die Masse eventueller Legierungsanteile unedler Metalle und Verunreinigungen wird also von der Gesamtmasse abgezogen. Sie wird im angloamerikanischen Maßsystem auch als Troy-Unze bezeichnet, benannt nach der französischen Stadt Troyes, einem bedeutenden mittelalterlichen Handelsplatz. Die Unze leitet sich von der römischen Einheit Uncia ab (lateinisch uncia bedeutet „Zwölftel“).
Die Feinunze wird hauptsächlich zur Masseangabe von Edelmetallen (Gold, Silber, Platin und Palladium) benutzt, beispielsweise bei den Anlagemünzen. International werden die Gold-, Silber-, Platin- und Palladiumpreise in US-Dollar pro Feinunze angegeben.
Eine Feinunze entspricht nach heutiger Definition exakt 31,1034768 Gramm.
1 Feinunze (oz.tr., troy ounce) = 1⁄12 troy-pound (lb.tr.) = 20 pennyweight (dwt.) = 480 grain (gr.) = 31,1034768 Gramm (g)
175 Feinunzen = 192 Unzen des Avoirdupois-Systems
175 Troy pounds = 144 Avoirdupois pounds
Die LBMA- und LPPM-Standardbarren haben ein Feingewicht von 400 Feinunzen, also rund 12,441 kg.